# Colegio San Estanislao de Kostka
El Colegio San Estanislao de Kostka es un centro educativo perteneciente a la Compañía de Jesús, situado en el barrio de El Palo en el distrito Este de la ciudad española de Málaga. Imparte enseñanzas de educación infantil, educación primaria, educación secundaria obligatoria, bachillerato y formación profesional básica.

## Historia
El primer colegio que tuvieron los jesuitas en Málaga se remonta a 1572 con la fundación de Colegio de San Sebastián. En 1767, Carlos III decretó la expulsión de los miembros de la Compañía de Jesús de los territorios de la corona española, pasando el colegio a manos de la corona. Fue a finales del siglo XIX cuando Antonio Campos Garín, marqués de Iznate, junto con otros miembros de la burguesía malagueña de la época le ofrecieron a los jesuitas la posibilidad de volver a construir un colegio en Málaga. Se decide para su ubicación la finca Miraflores en la barriada malagueña de El Palo con un diseño del arquitecto malagueño Gerónimo Cuervo. El Colegio fue inaugurado el 2 de octubre de 1882 siendo su primer rector P. José María Vélez. A lo largo del período de la Restauración, el Colegio de San Estanislao se convirtió en uno de los mejores centros educativos de Andalucía.

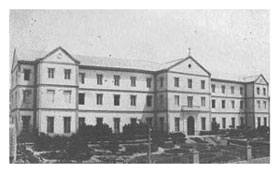
Fachada del colegio San Estanislao de Kostka, en la calle Juan Sebastián Elcano de Málaga, principios de siglo XX.

La II república, por decreto de 23 de enero de 1932, disuelve la Compañía de Jesús por obedecer a un poder extranjero (el Papa) e incauta todos sus bienes, convirtiendo el colegio en el instituto público “Miraflores”. Durante la guerra civil española sirve de hospital de campaña y el edificio sufre numerosos daños. En 1937, con la llegada de las tropas franquistas a Málaga, el colegio es devuelto a los jesuitas, y el 3 de mayo de 1938 es derogado el decreto anterior. 
El colegio y el internado vuelven a funcionar pasada la guerra. Los jesuitas en El Palo construyeron en esta época el Colegio ICET (Instituto Católico de Estudios Técnicos), centro heredero de las escuelas para los hijos de obreros y pescadores del barrio que tenían los jesuitas desde el siglo XIX. También se funda el colegio mayor Xabier (hoy el edificio pertenece a la Universidad de Málaga y ha sido facultad de derecho y de graduados sociales), así como el campo de fútbol San Ignacio. En 1975, el Colegio deja de tener internado y en 1986 entran niñas desde 1º de EGB (en COU había educación mixta desde años antes). 
A lo largo del curso 2007-2008, el Colegio celebró los 125 años de su fundación. Se presentaron libros sobre la historia y la flora del colegio. Los actos culminaron con la entrega al Colegio de la Medalla de la Ciudad de Málaga, aprobado por unanimidad por el consistorio malagueño.
En la actualidad, tiene concertadas:
- Cuatro líneas, desde 1º de Infantil hasta 4º de ESO.
- Un Programa de Formación Profesional Básica de informática

Además, y en régimen privado, se ofrecen los bachilleratos de Ciencias de la Salud, Tecnológico, Humanidades y Ciencias Sociales.
Casi 1800 alumnos y alrededor de 115 personas forman la Comunidad Educativa. Además de Iglesia abierta al culto externo, cuenta con un Museo de Ciencias considerado el mejor de Andalucía.

## Grupos relacionados
- Coral de Antiguos Alumnos “Manuel de Terry”
- Club de Cultura San Estanislao
- Grupo Scout “San Estanislao” perteneciente al Movimiento Scout Católico
- Asociación de Padres de Alumnos
- Asociación de Antiguos Alumnos
- Asociación de profesores jubilados y prejubilados del Colegios
- Escolanía Infantil del colegio de San Estanislao
- Asociación de Alumnos "Sindicato de Estudiantes" del Colegio San Estanislao de Kostka
- Club de Escritura San Estanislao

## Asociación de antiguos alumnos
En 1922 se crea la Asociación de Antiguos Alumnos del Colegio que había tenido un precedente fallido en 1917. Actualmente la asociación está compuesta por 600 antiguos alumnos, colaborando en actividades extraescolares y en la pastoral del Colegio. Es de destacar los numerosos campamentos que organizan a lo largo del año en el que los alumnos del centro conviven realizando numerosas actividades y aprendiendo nuevos aspectos de la naturaleza.
Debido a las distintas circunstancias personales de los antiguos alumnos del colegio, una reunión es organizada de forma anual para evitar la pérdida de contacto con el grupo y aprovechar para recordar los buenos momentos de la infancia en el colegio. Cualquier antiguo alumno de este colegio puede pertenecer a esta asociación previa solicitud en el centro.

### Antiguos alumnos destacados
- Martín de Roa (Rector)
- José Ortega y Gasset
- José Antonio Muñoz Rojas
- Manuel Altolaguirre
- José María Souvirón
- José Gálvez Ginachero
- Alfonso Canales
- Enrique Vidaurreta Palma
- Félix Revello de Toro
- José Moreno Villa
- Nacho Rodríguez

## Club deportivo
Actualmente el club deportivo del colegio lo componen cinco modalidades deportivas: baloncesto, balonmano, fútbol, fútbol sala y voleibol, tanto en variante masculina como femenina. Es uno de los grupos que cuentan con un mayor número de integrantes dentro del centro escolar; unos 550 componentes junto con unos 30 entrenadores de ambas variantes. A esto hay que añadirle unos 70 alumnos de la etapa de infantil junto con sus entrenadores (7) que no compiten.
Número de equipos:
- Baloncesto: 15 equipos (incluyendo un senior femenino y otro masculino), a lo que hay que sumar dos turnos de pequebasket (edad infantil).
- Balonmano: 4 equipos en total.
- Fútbol: un total de 13 equipos más dos turnos de pequefútbol (edad infantil).
- Fútbol sala: 3 equipos y un turno de pequefútbol sala (edad infantil).
- Voleibol: 4 equipos en total.

Instalaciones:
- Baloncesto: dispone de un pabellón cubierto, tres campos de Baloncesto (con opción de modulación en altura) y tres campos de Mini-Basket.
- Balonmano: dispone de dos campos perfectamente acondicionados para la práctica deportiva.
- Fútbol: dispone de un campo de altas prestaciones, fabricado con materiales más innovadores de toda la provincia a día de hoy. En él se incluyen dos campos de fútbol 7 y un campo de fútbol 11.
- Fútbol sala: al igual que Balonmano, incluye dos campos para la práctica de este deporte.
- Voleibol: Dispone de un pabellón que comparte con baloncesto y dos pistas exteriores.